# Trnovski gozd
Trnovski gozd este o arie protejată (arie de protecție specială avifaunistică — SPA) din Slovenia întinsă pe o suprafață de 10.527,54 ha, integral pe uscat.

## Localizare
Centrul sitului Trnovski gozd este situat la coordonatele 45°58′53″N 13°52′28″E / 45.9814°N 13.8744°E.

## Înființare
Situl Trnovski gozd a fost declarat arie de protecție specială avifaunistică în aprilie 2004 pentru a proteja 8 specii de animale.

## Biodiversitate
Situată în ecoregiunile alpină și continentală, aria protejată nu include niciun habitat protejat.
La baza desemnării sitului se află mai multe specii protejate de  păsări (8): minunița (Aegolius funereus), cocoșul de mesteacăn (Bonasa bonasia), ciocănitoare cu spate alb (Dendrocopos leucotos), ciocănitoare neagră (Dryocopus martius), ciuvică (Glaucidium passerinum), ciocănitoare de munte (Picoides tridactylus), huhurezul mic (Strix uralensis),  cocoș de munte (Tetrao urogallus).